# Broken (serie de televisión)
Broken es una serie de televisión escrita por Meaghan Oppenheimer y producida por Reese Witherspoon para la ABC.

## Trama
“Broken” cuenta la historia de una implacable abogada especialista en divorcios de Dallas, Gemma (Anna Paquin), mientras su vida empieza a desmoronarse cuando reaparece su hermana pequeña Jules (Charity Wakefield), una mujer emocionalmente inestable y adicta al amor. Tras haber hecho una fortuna con los corazones rotos de los tejanos más adinerados, Gemma no tiene ningún deseo de volver al pasado, pero detrás de una fachada meticulosamente construida existe capas y capas de vulnerabilidad, tendencias autodestructivas y traumas profundamente enterrados

## Personajes
Gemma (Anna Paquin): es un ambiciosa abogada experta en divorcios que construye una vida en apariencia perfecta para ocultar su traumático pasado.
Jules (Charity Wakefield): es la hermana pequeña de Gemma y tiene una personalidad maníaca, inestable y carece de autocontrol. Mientras que su hermana ha desarrollado una fría personalidad como mecanismo de defensa, Jules busca desesperadamente un poco de amor.
Oliver (Thad Luckinbill): es el prometido de Gemma, se trata de un buen chico proveniente de una familia adinerada.
Jefe de Gemma (Blair Underwood): además de ser el jefe de Gemma es su amante. En el pasado fue su profesor y mentor y quien le inculcó la fuerte ambición que la guía. Es el único que no la teme.
Mark (T.R. Knight): es un ambicioso abogado ansioso por convertirse en socio del bufete.

## Producción
El episodio piloto empezó a grabarse el 14 de marzo de 2016 y fue dirigido por Jeremy Podeswa